# Championnats d'Europe par équipes d'épreuves combinées 2019
 (juillet 2019).
Navigation
CE des épreuves combinées 2017 CE des épreuves combinées 2021
La 34e édition de la Coupe d'Europe des épreuves combinées, renommée Championnats d'Europe par équipes d'épreuves combinées (en anglais, European Combined Events Team Championships) s'est déroulée en juillet 2019, à Loutsk (Ukraine) pour la Superligue, et à Ribeira Brava (Madère) pour les 1re et 2e ligues. L’Ukraine accueillait cette compétition pour la première fois, tandis que Madère a déjà hébergé la 1re et la 2e ligue.

## Super Ligue
C'est l'Ukraine qui, ayant remporté la Super Ligue en 2017, pour la première fois, organise l’événement. Le stade Avanhard de Loutsk accueille la Coupe d’Europe avec les huit équipes suivantes :
1. Ukraine
2. Estonie
3. France
4. Royaume-Uni
5. Biélorussie
6. Suisse
7. Pays-Bas (promue)
8. Espagne (promue)

## Première et seconde Ligue
Ce n’est pas la première fois que Madère accueille les deux compétitions. En effet, Ribeira Brava avait déjà remplacé au dernier moment Donetsk pour la 1re Ligue en 2014, en plus de la déjà prévue 2e, en ayant déjà accueilli la 2e Ligue en 2011 et 2013, et ce, après que les circonstances politiques de la crise en Ukraine empêchent cette dernière de l’accueillir — Ukraine qui organise cette fois la Super Ligue en 2018 —.
Cette réunion des deux ligues dans une seule et même compétition, en plus des économies réalisées, est devenue une règle et un succès et c’est pour cela que Inowrocław et Monzón avaient accueilli ces deux Ligues réunies en 2015 et 2017.
Cette année 2019, la compétition se tiendra au Centro Desportivo da Madeira, construit en 2007 et qui peut accueillir 2 300 spectateurs.
La 1re Ligue devrait comprendre les huit équipes suivantes :
1. Pologne, reléguée de la Super Ligue
2. Suède
3. Finlande
4. Tchéquie
5. Italie
6. Lituanie, promue
7. Lettonie, promue

Et éventuellement la Russie si sa fédération est réadmise en 2019.